# Одисей (роман)
Вижте пояснителната страница за други значения на Одисей.
„Одисей“ (на английски: Ulysses) е модернистичен роман от ирландския писател Джеймс Джойс, първоначално част от него излиза в подлистник в американското списание The Little Review (март 1918-декември 1920), а впоследствие е публикуван от издателката Силвия Бийч в Париж (2 февруари 1922 г.).
„Одисей“ описва в няколкостотин страници поток на съзнанието, структурирани в осемнадесет „епизода“, един-единствен ден – 16 юни 1904 година – от живота на 38-годишния рекламен агент Леополд Блум и на хората, които го заобикалят в Дъблин. Заглавието на книгата е заимствано от Омировата Одисея. На 16 юни всяка година не само в Дъблин, а и по цял свят, включително в България, се отбелязва Блумовден (Bloomsday).
Романът излиза за пръв път на български през 2004 година, в превод на Иглика Василева.